# Sophia Kuby
Sophia Kuby (* 13. Juni 1981 in Starnberg) ist eine deutsche Autorin, Managerin und Aktivistin. Sie wird von Kritikern dem christlich-fundamentalistischen Spektrum zugerechnet. 2010 gründete sie die Nichtregierungsorganisation European Dignity Watch, die sich gegen Abtreibungen richtet. 2015 wechselte sie zur rechtsgerichteten christlichen ADF International und baute deren EU-Büro auf. Seit 2018 ist Kuby Direktorin für strategische Beziehungen & Training am Hauptsitz der Organisation in Wien.

## Leben
Kuby ist die Tochter der Soziologin, christlichen Publizistin und Übersetzerin Gabriele Kuby und Enkelin des Publizisten Erich Kuby. Sie studierte von 2002 bis 2008 Philosophie an der Hochschule für Philosophie München. Einen Auslandsaufenthalt von drei Semestern verbrachte sie an der Päpstlich Katholischen Universität von Chile in Santiago.
2000 trat sie, bis dahin konfessionslos, in die römisch-katholische Kirche ein. Sie wurde (bis 2013) Sprecherin für das rechtskatholische Mediennetzwerk „Generation Benedikt“, heute Initiative Pontifex, und trat der katholischen Gemeinschaft Emmanuel bei. 2010 gründete sie die Nichtregierungsorganisation European Dignity Watch, die sich gegen Abtreibungen richtet und im EU-Lobbyregister geführt wird. 2015 wechselte sie zur rechtsgerichteten christlichen ADF International und baute deren EU-Büro auf, das sie bis 2018 leitete. Seit 2018 ist Kuby Direktorin für strategische Beziehungen & Training am Hauptsitz der Organisation in Wien. Daneben war Kuby bis 2021 stellvertretende Vorsitzende der Christdemokraten für das Leben (CDL). 2017 trat Kuby als Referentin für die ADF bei dem US-amerikanischen, gegen Abtreibung und gegen LGBT-Rechte gerichteten rechts-religiösen Netzwerk World Congress of Families auf.
Kuby diskutierte in den Talkshows von Anne Will, Sandra Maischberger und Maybrit Illner, beim WDR-Magazin west.art und war Interviewpartnerin des bpb-Jugendmagazins fluter – Magazin der Bundeszentrale für politische Bildung. Sie ist regelmäßige Autorin und Interviewpartnerin deutscher und internationaler Medien, wie dem EU-Medium Euractiv der Herder Korrespondenz, der Wochenzeitung Die Tagespost, der französischen Tageszeitung Le Figaro, Aci Prensa, und des katholischen Fernsehsenders EWTN.
2018 veröffentlichte Kuby ihr erstes Buch über die Sehnsucht als anthropologische Konstante mit dem Titel Il Comblera tes Désirs, das in Paris erschien.

## Standpunkte
Kuby warb 2009 bei Maybrit Illner für den Karriereverzicht der Frau und das Vertrauen in den „finanziell überlegenen Gatten“.
Sie spricht im Zusammenhang mit ihrem Kircheneintritt von einer „riesigen Erweiterung meiner Perspektive“. So attestierte sie Papst Benedikt XVI. einen „radikale[n] Wille[n] zur Aufklärung“. Sie führte in einer Talkshow 2010 aus: „Ich finde ihn glaubwürdig. Er gibt mir für mein Leben Orientierung.“ Generell sah sie Papst Benedikt laut ihrer Homepage als einen „echten Freund der Jugend“. Kuby unterstützt die katholische Sexualmoral und will auch nach dem Missbrauchsskandal daran festhalten: „Die Tatsache, dass es Missbrauch gibt, kann mich doch nicht dazu verleiten, unseren moralischen Anspruch aufzugeben“, sagte sie 2010 bei Anne Will.

## Rezeption
Nach Einschätzung der Politikwissenschaftlerin Judith Goetz u. a. trägt Sophia Kuby die christlich-fundamentalistischen Standpunkte, die bereits von ihrer Mutter Gabriele Kuby vertreten worden seien, bis in den konservativen Mainstream hinein.
Das Europäische Parlamentarische Forum für Sexuelle und Reproduktive Rechte (EPF) sah Sophia Kuby 2018 als einen der „Schlüsselakteure“ des europäischen Netzwerks Agenda Europe, dem enge Verbindungen zum Vatikan zugeschrieben werden, das „Konservative, TraditionalistInnen und ChristInnen in ganz Europa“ eine und das Fortschritte bei den sexuellen und reproduktiven Rechten rückgängig machen wolle. 2021 veröffentlichte die EPF einen Bericht über die Geldgeber der Anti-Gender-Kampagnen in Europa, zu denen auch die ADF International gezählt wurde, bei der Sophia Kuby eine führende Position innehat.

## Publikationen
- Il Comblera Tes Desirs: Essai sur manque et le bonheur, Editions de l'Emmanuel, Paris 2018.[37]
- Wir glauben, dass die Chancen nie größer waren als jetzt, in: Bernhard Meuser, Johannes Hartl, P. Karl Wallner OCist (Hrsg.): Mission Manifest. Die Thesen für das Comeback der Kirche, Herder 2018[38]
- Die EU – Komplizin der Abtreibungspolitik in Entwicklungsländern? In: Bernward Büchner, Claudia Kaminski, Mechthild Löhr (Hrsg.): Abtreibung. Ein neues Menschenrecht? Sinus Verlag, Krefeld 2012, ISBN 978-3-88289-811-8, S. 127 ff.